# AirBlade
Pour l’article homonyme, voir Dyson Airblade.
AirBlade est un jeu vidéo de sport extrême futuriste développé par Criterion Games et édité par SCCE en 2001 sur PlayStation 2.

## Histoire
L'inventeur Oscar mettait au point un prototype d'Hoverboard nommé AirBlade lorsque la GCP Corporation décida de mettre un terme au projet au dernier moment, frustré, Oscar prend le AirBlade avec lui, malheureusement, son ancien patron le kidnappe, Ethan, un ami skateur d'Oscar, trouve l'AirBlade caché dans son appartement et décide, avec l'aide de son amie hacker Kat, de sauver Oscar.

## Système de jeu
Le joueur contrôle un skateur sur un Hoverboard, à l'instar de TrickStyle du même développeur, cependant, le style de jeu se rapproche de Tony Hawk's Skateboarding, le joueur doit accomplir un certain nombre d'objectifs (assommer les ennemis, détruire les caméras de surveillance...) pour compléter un niveau et accéder au suivant. En faisant des tricks, il peut remplir une jauge de boost qui lui permettra d'aller plus vite et sauter plus haut.

## Bande-son
La bande son d'Airblade est composé par Stephen Root et Steve Emney, également compositeurs des musiques de Burnout 1 et 2, la musique mélange rock, funk et hip-hop, on peut trouver des similitudes avec Jet Set Radio qui comporte les mêmes influences musicales.

## Accueil
- Jeuxvideo.com : 15/20[1]